# ليستير فرنانديز
ليستير فرنانديز (6 ديسمبر 1986 في الهند - ) هو لاعب كرة قدم هندي في مركز الوسط. شارك مع منتخب الهند لكرة القدم. أما مع النوادي، فقد لعب مع نادي بونه ونادي ديمبو ونادي سالغاوكار وUnited SC ‏ وأتلتيكو كلكتا وBharat FC ‏ وMumbai Tigers FC ‏ وVasco SC ‏.

## وصلات خارجية
- ليستير فرنانديز على موقع قاعدة بيانات كرة القدم.إي يو (الإنجليزية)
- ليستير فرنانديز على موقع Soccerway.com (الإنجليزية)